# 彼得·比尔兹利
彼得·安德魯·比士利，MBE（Peter Andrew Beardsley，1961年1月18日—）出生於泰恩河畔纽卡斯尔，是一名英格蘭前足球運動員，活躍於1980及1990年代，曾諦造最高轉會費記錄，並於1986年至1996年間代表英格蘭上陣59場，曾擔任1場隊長。退役後出任教練工作，曾暫代紐卡素的領隊職務。
比士利被《太陽報》評選為「10大最醜陋足球運動員」的第八位，因其外貌更被紐卡素球迷戲稱為《鐘樓駝俠》的主角「加西莫多」（Quasimodo）。比士利於2007年以「足球運動員」身份入選英格蘭足球名人堂，翌年在「足球基金社區貢獻」（Football Foundation Community Champion）組別再次入選，是首名以不同組別身份獲選的入選人。他是唯一曾效力曼聯及曼城、利物浦及愛華頓兩對同市死對頭的球員，亦是兩名在默西賽德郡打吡分別為紅、藍兩方各取得入球的球員之一。

## 生平

### 球會
早年
比士利出身於著名的北泰因賽德沃尔森德少年俱乐部，該支球隊曾訓練出舒利亞、布魯士、卡域克、史堤芬·泰萊等球星。但他在參加家鄉球隊紐卡素的試訓後不獲錄用，他之後到、劍橋聯、及牛津聯參加試訓，1978年比士利加盟由前紐卡素隊長蒙克領導的丙組球會卡素爾，展開其職業足球事業。 
紐卡素
利物浦
愛華頓
重返紐卡素
退役

### 國家隊
國際賽入球
| # | 日期           | 場地                     | 對賽球隊   | 進球 | 賽果 | 競賽               |
| - | -------------- | ------------------------ | ---------- | ---- | ---- | ------------------ |
| 1 | 1986年5月17日  | 洛杉磯，洛杉磯紀念體育場 | 墨西哥     | 3-0  | 3-0  | 友誼賽             |
| 2 | 1986年6月18日  | 墨西哥城，阿兹台克体育场 | 巴拉圭     | 2-0  | 3-0  | 1986年世界盃十六強 |
| 3 | 1987年10月14日 | 倫敦，溫布萊球場         | 土耳其     | 6-0  | 8-0  | 1988年歐國盃外圍賽 |
| 4 | 1987年11月11日 | 贝尔格莱德，紅星球場     | 南斯拉夫   | 1-0  | 4-1  | 1988年歐國盃外圍賽 |
| 5 | 1988年5月21日  | 倫敦，溫布萊球場         | 苏格兰     | 1-0  | 1-0  | 羅斯盃             |
| 6 | 1989年4月26日  | 倫敦，溫布萊球場         | 阿尔巴尼亚 | 1-0  | 5-0  | 1990年世界盃外圍賽 |
| 7 | 1989年4月26日  | 倫敦，溫布萊球場         | 阿尔巴尼亚 | 3-0  | 5-0  | 1990年世界盃外圍賽 |
| 8 | 1990年10月17日 | 倫敦，溫布萊球場         | 波蘭       | 2-0  | 2-0  | 1992年歐國盃外圍賽 |
| 9 | 1994年5月17日  | 倫敦，溫布萊球場         | 希腊       | 2-0  | 5-0  | 友誼賽             |

資料來源：englandstats.com:Peter Beardsley （页面存档备份，存于）

## 榮譽

### 球會
利物浦
- 英格蘭甲組聯賽〈第一級〉冠軍：1987/88年、1989/90年；
- 英格蘭足總盃冠軍：1988/89年；
- 英格蘭慈善盾冠軍：1988/89年、1989/90年、1990/91年；

富咸
- 英格蘭乙組聯賽〈第三級〉冠軍：1998/99年；

### 個人
- 員佐勳章：1995年；
- 英格蘭足球名人堂：2007年及2008年入選；
- PFA成就獎：1997年。

## 外部連結
- 足球数据库：彼得·比士利的球员统计数据
- Official Newcastle United profile
- Official Liverpool FC profile
- Profile at LFCHistory.net （页面存档备份，存于）
- Profile at thefa.com （页面存档备份，存于）
- English Football Hall of Fame